# Dieu de la montagne Rouge
Dieu de la montagne Rouge est une statue de 58,8 mètres de haut d'un Chishanshen assit qui se trouve en Rongcheng en Chine. La construction de la statue a été fini en 2010.  Elle repose sur une base de 12,2 mètres de haut, conduisant à une hauteur totale de 71 mètres du monument. Elle est en 2019 vingt-neuvième plus grande statue au monde.